# Radek Hlávka
Radek Hlávka (* 9. února 1979) je český kytarista, aranžér a skladatel.
Radek Hlávka absolvoval konzervatoř Jaroslava Ježka v Praze u prof. Milana Tesaře a Jaroslava Šindlera. Účinkoval v doprovodné skupině české zpěvačky Věry Martinové, se kterou natočil dvě studiová alba a absolvoval přes 400 koncertů. V minulosti působil ve skupinách P.R.S.T., Cimpr Campr, Lemon Nashville and his Golden Killers, Fifty Fingers, Napaveli nebo The Revue. Doprovázel Pavla Bobka, Michala Pavlíčka, Míšu Leichta, Pavlínu Jíšovou, Petra Kocmana, Alana Mikuška nebo Jimmyho Bozemana. 
V roce 2008 se objevil na albu Eva Olmerová: Legenda, dosud nevydaných písní Evy Olmerové. V roce 2011 natočil své první sólové album Cup Of Emotions a v roce 2013 účinkoval na sólovém albu houslisty Pepy Maliny. V roce 2022 produkoval a nahrál album Po pěšinách snů Milana Ady Sklenáře, na kterém se podíleli Robert Křestan, Ivo Viktorin, Karel Markytán, Blanka Táborská, Svatka Štěpánková, Luboš Malina, Luboš Novotný, Martin Novák, Pepa Malina nebo Honza Hrubý.
V současné době je členem skupiny Jamieho Marshalla The Amplified Acoustic Band, se kterou natočil debutové album NOW.HERE.THIS., legendární Druhé Trávy Roberta Křesťana, která získala Cenu Anděl 2021 za nejlepší album roku v oblasti folk, tria Ivo Viktorina a tandemu s manželkou, a zpívající kontrabasistkou Svatkou Štěpánkovou.

## Diskografie
- Milan Áda – Po pěšinách snů (2023)
- Robert Křesťan a Druhá tráva – Díl druhý (2022)
- Robert Křesťan a Druhá tráva – Díl první (2020)
- The Amplified Acoustic Band – NOW.HERE.THIS. (2016)
- Petr Kocman – Best Of 1995–2015 (2015)
- The Amplified Acoustic Band – Demo (2013)
- Pepa Malina – Časosběr (2013)
- Cimpr Campr (2011)
- Věra Martinová – Foukneme do svící (2011)
- Radek Hlávka – Cup Of Emotions (2011)
- Věra Martinová – Křídel se nezříkám (2010)
- Lemon Nashville and his Golden Killers – Twenty (2010)
- Zdeněk Roh – Raising The Bar (2007)
- P.R.S.T. – For You (2007)
- Eva Olmerová – Legenda (2007)
- Fifty Fingers – Dancing To The Change (2001)